# Kuurne-Bruxelles-Kuurne 2014
La Kuurne-Bruxelles-Kuurne 2014, sessantasettesima edizione della corsa, valida come prova dell'UCI Europe Tour 2014 categoria 1.1, fu disputata il 2 marzo 2014 per un percorso di 197 km. Fu vinta dal belga Tom Boonen, al traguardo in 4h28'50" alla media di 43,96 km/h.
Dei 198 ciclisti alla partenza furono 128 a portare a termine la gara.

## Squadre e corridori partecipanti
| N.      | Cod. | Squadra                 |
| ------- | ---- | ----------------------- |
| 1-8     | OPQ  | Omega Pharma-Quickstep  |
| 11-18   | SKY  | Team Sky                |
| 21-28   | LTB  | Lotto-Belisol Team      |
| 31-38   | KAT  | Katusha Team            |
| 41-48   | BEL  | Belkin Pro Cycling Team |
| 51-58   | GRS  | Garmin-Sharp            |
| 61-68   | FDJ  | FDJ.fr                  |
| 71-78   | EUC  | Team Europcar           |
| 81-88   | BMC  | BMC Racing Team         |
| 91-98   | ALM  | AG2R La Mondiale        |
| 101-108 | IAM  | IAM Cycling             |
| 111-118 | GIA  | Team Giant-Shimano      |
| 121-128 | TNE  | Team NetApp-Endura      |

| N.      | Cod. | Squadra                       |
| ------- | ---- | ----------------------------- |
| 131-138 | WGG  | Wanty-Groupe Gobert           |
| 141-148 | CCC  | CCC Polsat-Polkowice          |
| 151-158 | AND  | Androni Giocattoli-Venezuela  |
| 161-168 | BSE  | Bretagne-Séché Environnement  |
| 171-178 | TSV  | Topsport Vlaanderen-Baloise   |
| 181-188 | WBC  | Wallonie-Bruxelles            |
| 191-198 | COF  | Cofidis, Solutions Credits    |
| 201-208 | RLM  | Roubaix-Lille Metropole       |
| 211-218 | VGS  | Vastgoedservice-Golden Palace |
| 221-228 | VER  | Veranclassic-Doltcini         |
| 231-238 | SKT  | An Post-Chainreaction         |
| 241-248 | MMM  | Team 3M                       |

## Ordine d'arrivo (Top 10)
| Pos. | Corridore             | Squadra      | Tempo    |
| ---- | --------------------- | ------------ | -------- |
| 1    | Tom Boonen            | Omega Pharma | 4h28'50" |
| 2    | Moreno Hofland        | Belkin       | s.t.     |
| 3    | Sep Vanmarcke         | Belkin       | s.t.     |
| 4    | Yves Lampaert         | Topsport Vl. | s.t.     |
| 5    | Stijn Vandenbergh     | Omega Pharma | s.t.     |
| 6    | Maarten Wynants       | Belkin       | s.t.     |
| 7    | Guill. Van Keirsbulck | Omega Pharma | s.t.     |
| 8    | Nikolas Maes          | Omega Pharma | s.t.     |
| 9    | Matteo Trentin        | Omega Pharma | s.t.     |
| 10   | Johan Vansummeren     | Garmin-Sharp | s.t.     |